# Turbuța
Turbuța – wieś w Rumunii, w okręgu Sălaj, w gminie Surduc. W 2011 roku liczyła 306 mieszkańców.